# Radelfingen
Radelfingen ist eine politische Gemeinde im Verwaltungskreis Seeland des Kantons Bern in der Schweiz. Zu Radelfingen gehören auch die Ortschaften Landerswil, Detligen, Jucher, Obermatt, Ostermanigen, Oltigen (frz. Ostrangles), Oberruntigen und Matzwil.

## Geographie und Verkehr
Die Gemeinde liegt im Schweizer Mittelland und ist 20 km von Bern und 7 km von Aarberg entfernt an der Hauptstrasse 235 Aarberg–Bern. Die Gemeinde wird durch den öffentlichen Verkehr der Postautolinie 100 Bern–Aarberg bedient. Der Sitz der Gemeindeverwaltung befindet sich in Detligen.
Radelfingens Nachbargemeinden sind in alphabetischer Reihenfolge: Aarberg, Bargen, Kallnach, Mühleberg, Seedorf und Wohlen.
Im Uhrzeigersinn nach Himmelsrichtungen:
| Bargen   | Aarberg                                     |         |
| Kallnach | Kompassrose, die auf Nachbargemeinden zeigt | Seedorf |
|          | Mühleberg                                   | Wohlen  |

## Geschichte
In der Gemeinde liegt die Burg Oltigen, welche im 11. und 12. Jahrhundert ihre grösste Bedeutung hatte. Die erstmals im 12. Jahrhundert schriftlich erwähnte Kirche wurde von 1958 bis 1965 unter der Leitung des Architekten und Bildhauers Erwin Friedrich Baumann einer Gesamtrenovation unterzogen.

## Bürgergeschlechter
Alte Bürgergeschlechter, die in Radelfingen vor 1800 eingebürgert wurden, sind Aeschbacher, Bart, Beck, Bürki, Geiser, Hausammann, Heimberg, Hübscher, Jaberg, Krieg, Minder, Peter, Sahli, Scherler, Schlecht, Schori, Schwab, Stalder, Stuber, Suter, Tschannen, Weingart und Zitterli.

## Politik
Gemeindepräsidentin (Stand: 2023) ist Christine Gerber (SVP).
Bei der Nationalratswahl 2019 erreichten die Parteien folgende Wähleranteile:  SVP 41,5 %, SP 9,2 %, BDP 12,3 %, glp 8,6 %, Grüne 11,4 %, FDP 5,1 %, EDU 1,6 %, EVP 1,2 %, CVP 1,2 %.
Die Wähleranteile bei der Nationalratswahl 2023: SVP 40,8 %, SP 13,8 %, glp 10,8 %, Mitte 9,9 %, Grüne 6,0 %, EVP 5,2 %, FDP 4,6 %, EDU 2,1 % und übrige 5,2 %.

### Gemeindepartnerschaft
Seit Oktober 1998 unterhält Radelfingen eine Partnerschaft mit der tschechischen Gemeinde Poběžovice (Ronsperg) im westböhmischen Okres Domažlice (Bezirk Taus).

## Persönlichkeiten
- Karl Gustav König (1828–1892), Jurist und parteiloser Politiker
- Bendicht Peter (1842–1887), Direktor der Eidgenössischen Finanzkontrolle
- Jakob Bürki (1872–1939), Lehrer und Verfasser von Berner Mundarterzählungen
- Rosa Weibel (1875–1953), Serviertochter und Lyrikerin
- Max Schneider (1904–1979), Mediziner, Physiologe und Hochschullehrer

## Sehenswürdigkeiten
Die bedeutendste Sehenswürdigkeit in der Gemeinde ist die 1131 erstmals erwähnte reformierte Kirche. Die reichen mittelalterlichen Fresken gehen möglicherweise auf den Konstanzer Domherren und Solothurner Propst Hartmann von Bubenberg zurück. Es wird vermutet, dass die Kirche auf den Überresten römischer Bauten errichtet wurde.

## Bilder

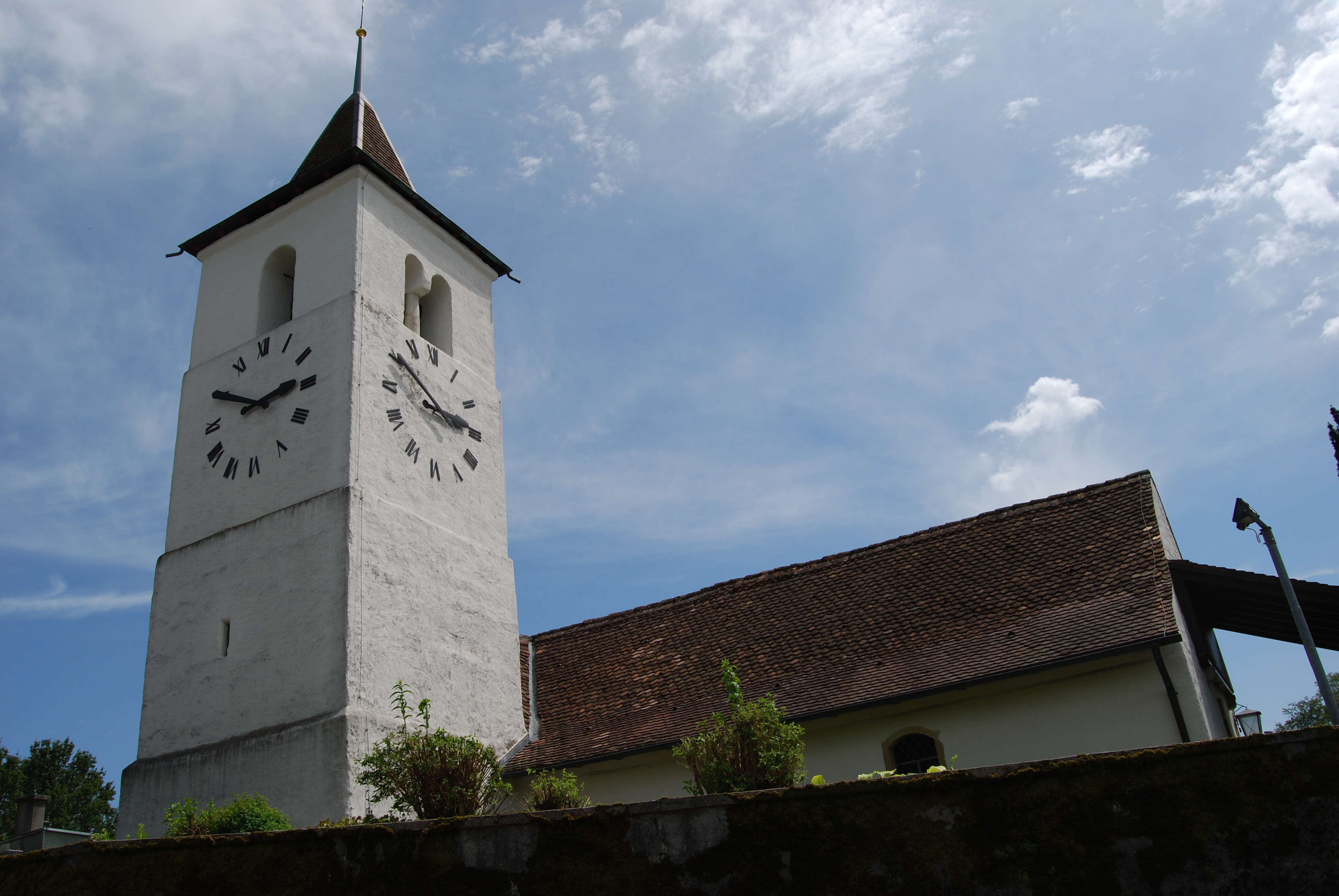
Reformierte Kirche Radelfingen
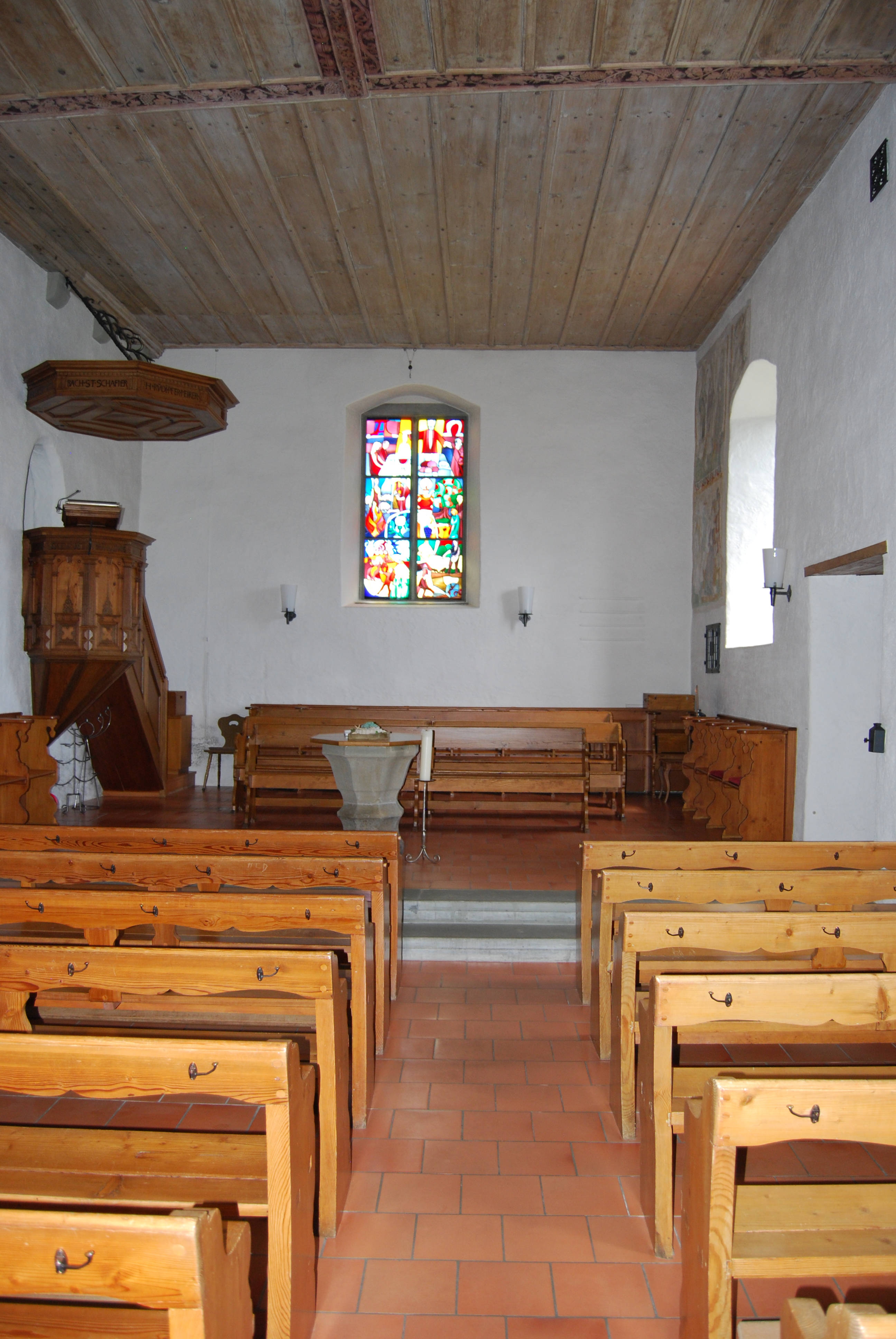
Innenansicht der Kirche
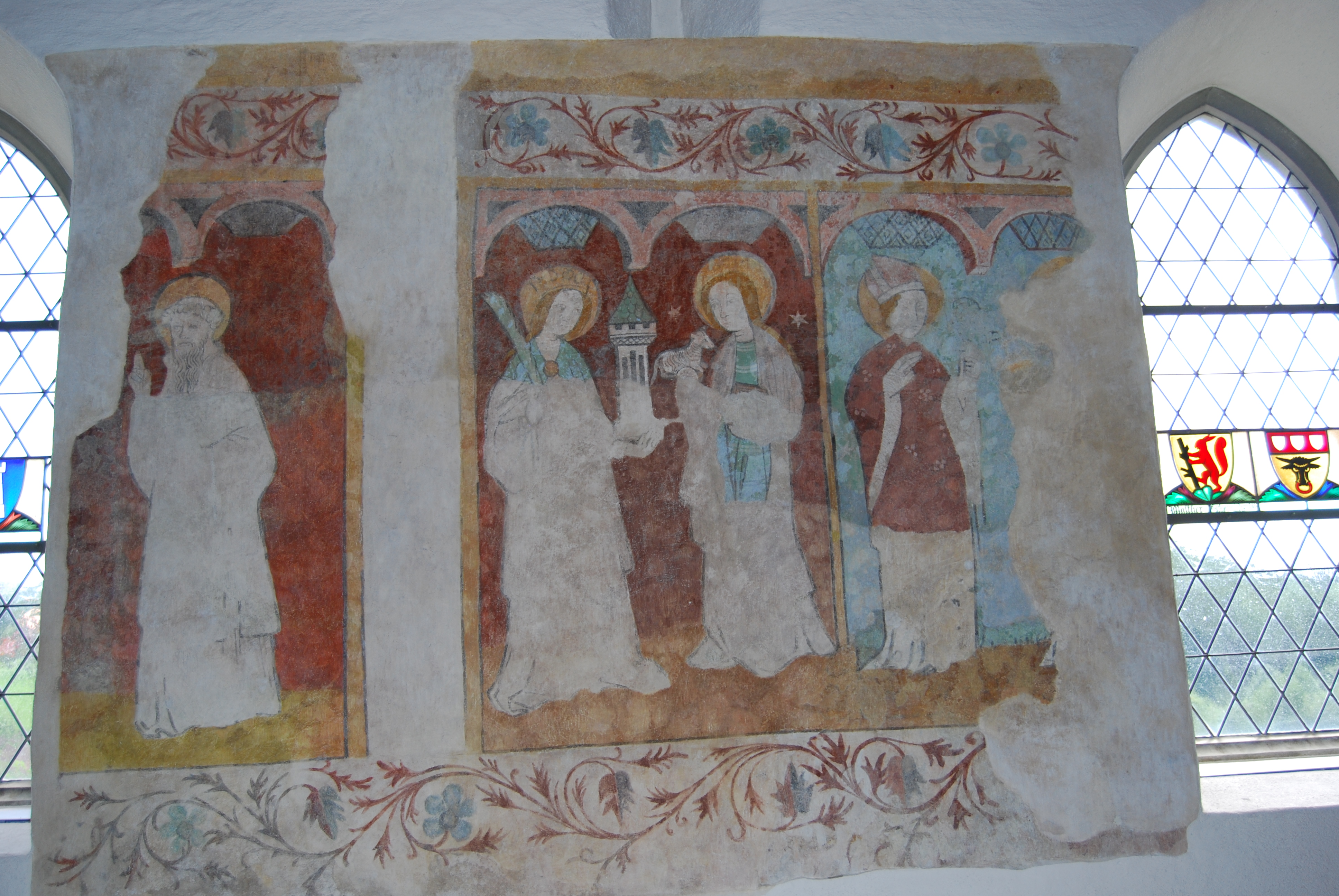
Mittelalterliche Fresken in der Kirche

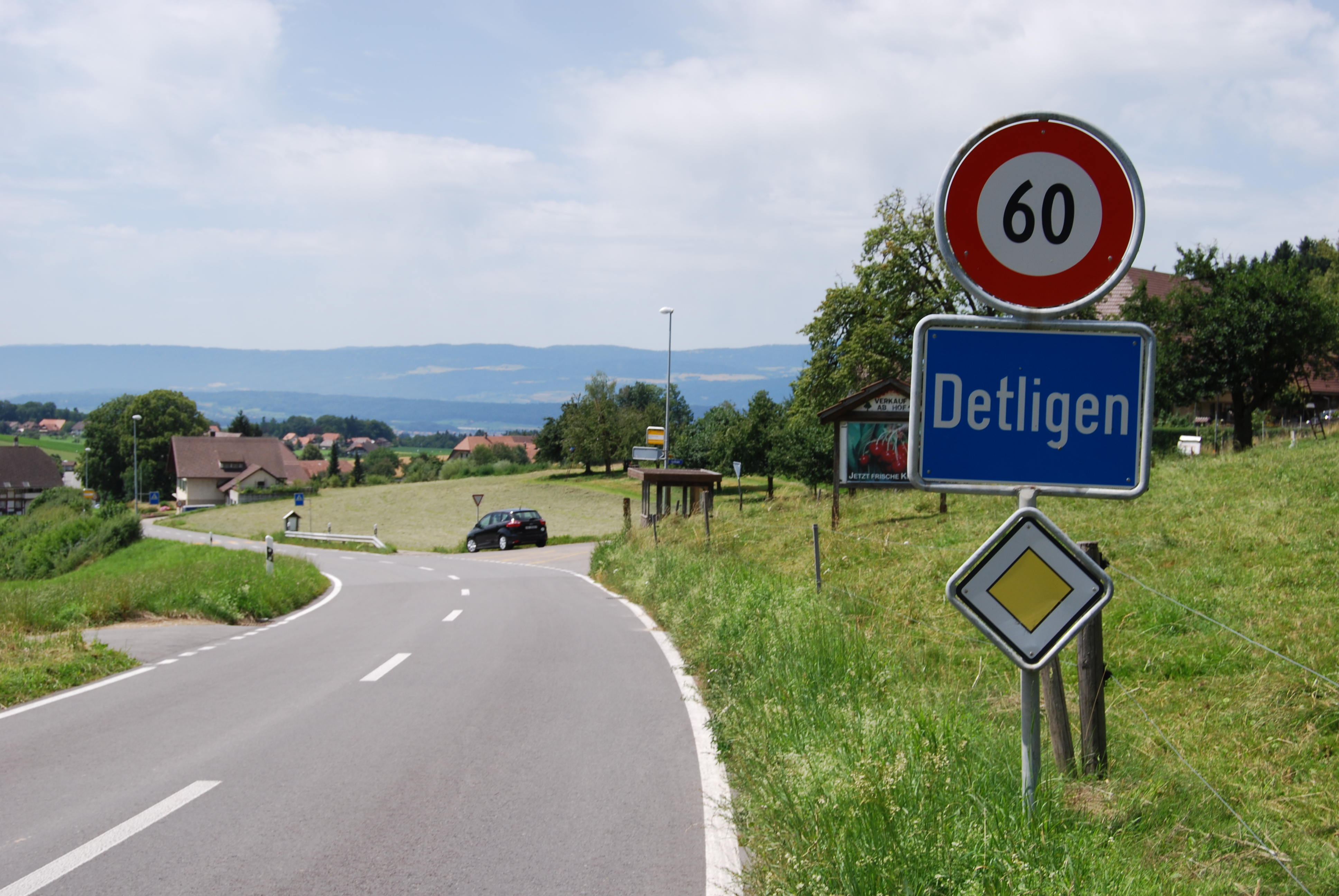
Ortseingang von Detligen aus südlicher Richtung
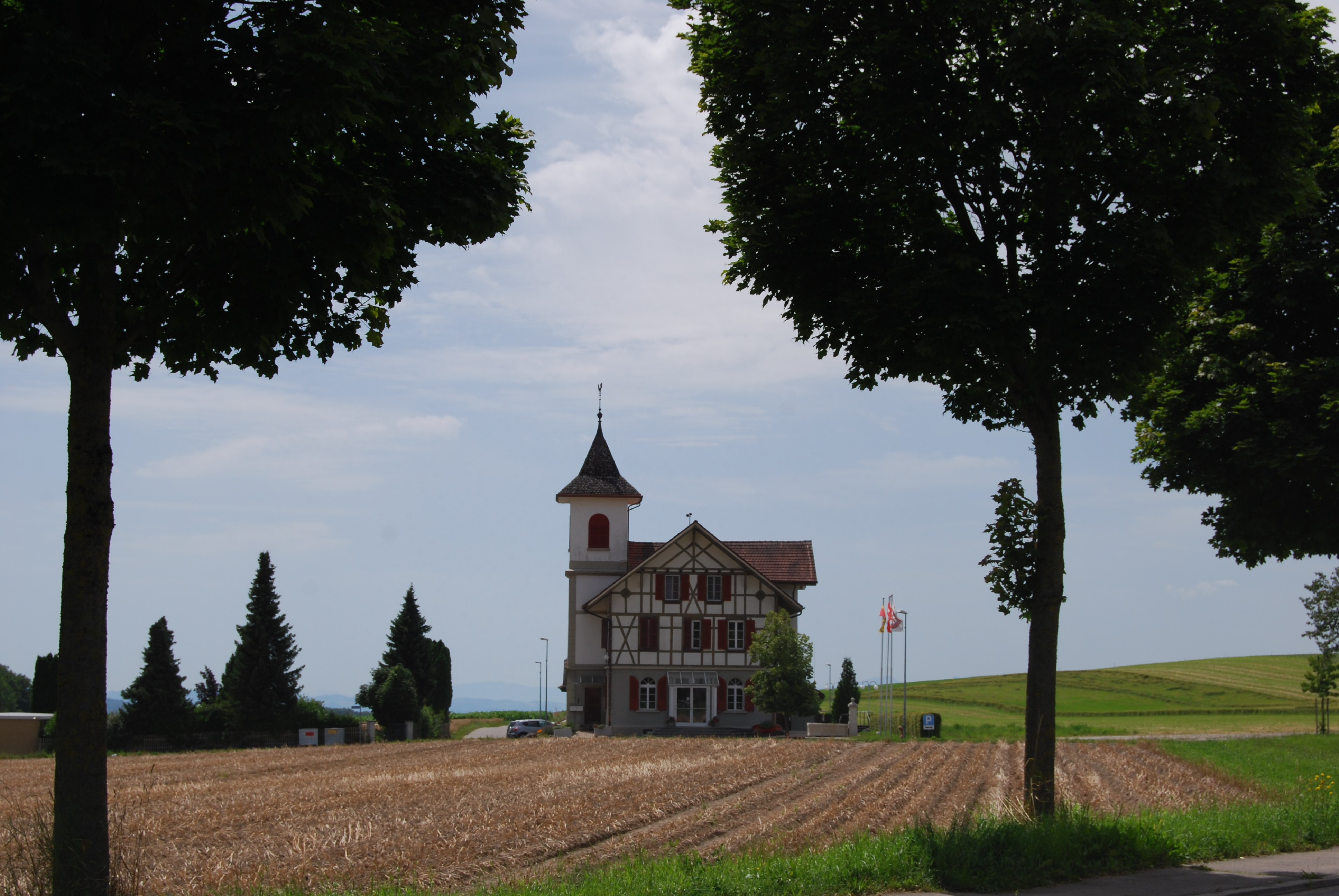
Gemeindehaus von Radelfingen in Detligen